# Vraćenovići
Vraćenovići (cyr. Враћеновићи) – wieś w Czarnogórze, w gminie Nikšić. W 2011 roku liczyła 37 mieszkańców.